# Dobroljupci
Dobroljupci (em cirílico: Доброљупци) é uma vila da Sérvia localizada no município de Aleksandrovac, pertencente ao distrito de Rasina, na região de Župa. A sua população era de 344 habitantes segundo o censo de 2011.

## Demografia
| 1948 | 1953 | 1961 | 1971 | 1981 | 1991 | 2002 | 2011 |
| ---- | ---- | ---- | ---- | ---- | ---- | ---- | ---- |
| 633  | 653  | 587  | 548  | 481  | 425  | 374  | 344  |